# كاريات
كاريات (الاسم العلمي: Charales) هي رتبة من النباتات الكاريانية تتبع طائفة طحالب كارية من شعبة نباتات كاريانية.

## فصائل
تتألف هذه الرتبة من فصيلة وحيدة هي:	
- الكارية